# Ivan Tomažič (ekonomist)
Ivan Tomažič, slovenski gospodarstvenik, * 31. januar 1919, Zgornja Bistrica, † 5. oktober 1982, Ptuj.

## Življenje in delo
Tomažič je leta 1940 končal trgovsko akademijo v Mariboru in leta 1970 diplomiral na Višji šoli za organizacijske vede v Kranju. Leta je kot komercialist nastopil službo v trgovskem podjetju Srečko Kranjc v Pesnici in od 1944-1945 sodeloval v NOB. Po vojni je deloval med drugim v kmetijskem zadružništvu v Polčanah in Šmarju pri Jelšah. V letih 1952−1982 (skupaj 30 let) je bil direktor podjetja Perutnina Ptuj in prvi uvedel intenzivno rejo in predelavo piščancev v severovzhodni Sloveniji. Podjetje je pod njegovim vodstvom doseglo največjo farmsko proizvodnjo piščancev v Socialistična federativna republika Jugoslavija.